# Fázisdiszkriminátor
A fázisdiszkriminátor egy olyan demodulátorkapcsolás, amivel frekvenciamodulált jelet lehet demodulálni.
A fázisdiszkriminátor az FM-fázisátalakítás elvén működik.

## Felépítése[1]
Sávszűrőjének felépítése hasonlít az aránydetektoréhoz. 
C2: leválasztókondenzátor, értéke nem kritius, a modulált jel frekvenciáján kis impedanciájú. 
L1-C1: a modulálatlan vivővel frekvenciájára van hangolva. Csatolásban van az L2L3-C3 rezgőkörrel, és szintén a vivőjel frekvenciájára van hangolva. Az L2-L3 tekercsek egyenlő induktivitásúak, és eredő induktivitásuk megegyezik az L1 tekercs induktivitásával. Ebből következik, hogy a C1 és C3 kondenzátorok kapacitásának is egyenlőeknek kell lenniük. 
Modulálatlan vivő esetén az L2 és L3 tekercsek végpontjain egyenlőek a feszültségek, tehát a D1 és D2 dióda is egyenlő feszültséget ad. Ilyenkor a kimenet 0V. 
Ha a modulációból eredően a rezgőkörök rezonanciájától eltérő frekvenciájú feszültség van a fázisdiszkriminátor bemenetén, akkor az L1 és L2 tekercsek végpontjain eltérő feszültségek adódnak. 
Ha az L2 tekercsen adódik nagyobb feszültség, akkor a kimeneti feszültség pozitívabb, ha pedig az L3 tekercsen adódik nagyobb feszültség, akkor a kimeneten negatívabb feszültség jelenik meg. A jelleggörbe a nullponthoz viszonyítva szimmetrikus.